# ジュニーニョ・ペルナンブカーノ
ジュニーニョ・ペルナンブカーノ（Juninho Pernambucano）ことアントニオ・アウグスト・リベイロ・レイス・ジュニオール（Antônio Augusto Ribeiro Reis Junior, 1975年1月30日 - ）は、ブラジル・ペルナンブコ州レシフェ出身の元サッカー選手、現サッカー解説者。現役時代のポジションはミッドフィールダー。元ブラジル代表。現在はオリンピック・リヨンのスポーツディレクター。
呼称の「ペルナンブカーノ」は「ペルナンブコ州の人」の意。
現役時代は母国のヴァスコ・ダ・ガマでの活躍や、オリンピック・リヨンのフランスリーグ7連覇の主力としてチームに貢献した。フリーキックの世界的名手としても知られ、直接フリーキックによる歴代最多得点を記録している選手である（後述#フリーキックも参照）。

## クラブ経歴

### プロ入り前
1975年、ペルナンブコ州レシフェの裕福な家庭で、5人兄弟の末っ子として誕生。少年時代からフットサルに夢中で、自身が11歳の時に設立し、初代会長を務めた「アルバトロス」というフットサルチームで活躍。1991年、地元の有力クラブ・スポルチに入団した。

### スポルチ
1993年、18歳でトップチームデビュー。両親から勉強を最優先にするよう命じられたため、ヴァスコ・ダ・ガマからオファーが届くまで、昼間はサッカーの練習、夜間は高校で経営学を学ぶ生活を送った。

### ヴァスコ・ダ・ガマ
1995年、ヴァスコ・ダ・ガマへ移籍。1998年コパ・リベルタドーレス準決勝第2戦のアルゼンチンのリーベル・プレート戦では、鋭いカーブを描き落ちる得意の直接フリーキックを決め、このゴールが決勝点となり、ヴァスコはコパ・リベルタドーレス決勝に進出、決勝のエクアドルのバルセロナ戦の第2戦では2アシストの活躍でコパ・リベルタドーレスの制覇に貢献、同年トヨタカップではレアル・マドリードを相手に強烈なボレーで同点となるゴールを決めたが、試合は2-1で敗れた。2000年、ブラジル全国選手権セリエA、コパ・メルコスールのタイトルを獲得し、ボーラ・ジ・プラッタを受賞した。

### リヨン
2001年、リヨンへ移籍。迎えた2001-02シーズン、クラブ史上初のリーグ優勝を達成すると、その後も国内最強チームの座を守り続け、リーグ・アン7連覇の偉業を成し遂げ、UEFAチャンピオンズリーグにおいても、2003-04シーズンから6年連続で決勝トーナメントに進出。。リヨン在籍時は得意のフリーキックだけで40得点以上を記録し、2006年リーグ・アン年間最優秀選手賞をはじめとする多数の個人タイトルを獲得するなど、クラブの黄金期を中盤の要として支えた。クラウディオ・カサッパの移籍後は主将を務め、チームの精神的支柱の役割も果たした。
2001-02シーズン、8月12日、第2節バスティア戦で移籍後初ゴールを決め、11節のソショー戦では移籍後初のFKからのゴールを決めた。2002-03シーズン、9月27日、第11節のレンヌ戦ではハットトリックを達成した。2003-04シーズン、9月17日チャンピオンズリーググループリーグのRSCアンデルレヒト戦でチャンピオンズリーグ初ゴールを決め、9月27日の第8節のレンヌ戦ではハットトリックを達成した。
2005年9月13日、UEFAチャンピオンズリーグのレアル・マドリード戦ではFKから1ゴール 1アシストを決め勝利に貢献すると、11月5日のオリンピアコス戦まで4試合連続アシストを決め決勝トーナメント進出に貢献、チャンピオンズリーグ5試合で3ゴール4アシストを決めた。
2008-09シーズン、UEFAチャンピオンズリーグではグループリーグのフィオレンティーナ戦、FCバイエルン・ミュンヘン戦、ステアウア・ブカレスト戦と3試合連続アシストを決め、決勝トーナメント進出に貢献、の決勝トーナメント1回戦1stレグ・FCバルセロナ戦では直接FKを決めたが試合は1-1で引き分けた、2ndレグでは1ゴール 1アシストを記録したが、リードを許す厳しい展開の中、試合終了間際に退場処分を受けた。一方リーグでは8連覇を逃し、ホーム最終戦SMカーン戦でリヨン通算100得点を達成。この記録を置き土産に、サポーターから惜しまれつつリヨンを去った。

### アル・ガラファ
2009年6月、アル・ガラファへ移籍。迎えた2009-10シーズン、カタール・スターズリーグ、クラウンプリンスカップ、カタール・スターズカップの3冠を達成し、カタールサッカー協会年間最優秀選手賞を受賞した。

### ヴァスコ・ダ・ガマ復帰
2011年、月給260ユーロ（約2万8600円）という破格の契約で10年ぶりにヴァスコ・ダ・ガマへ復帰。2012年、ブラジル全国選手権、コパ・リベルタドーレス、コパ・スダメリカーナで合計10ゴール18アシストを記録する活躍で、クラブ年間最優秀選手に選出された。

### ニューヨーク・レッドブルズ
2013年、リヨン時代の指揮官であるジェラール・ウリエがグローバル・スポーツディレクターを務めるニューヨーク・レッドブルズへ移籍。同年7月3日、退団が発表された。

### ヴァスコ・ダ・ガマ再復帰
2013年7月12日、古巣のヴァスコ・ダ・ガマへ再復帰。
2014年1月30日、ヴァスコ・ダ・ガマのロベルト・ディナミテ会長は、ジュニーニョの現役引退を発表した。2013年7月27日クリシューマECでのゴールが現役ラストゴールとなった、最後の出場は2013年11月10日のサントスFC戦。

## 代表経歴
ルシェンブルゴ代表監督時代の1999年3月28日、親善試合韓国戦で国際Aマッチ初出場、3日後に行われた日本戦にも出場。コパ・アメリカ2001にも出場したが、スコラーリ監督が代表監督に就任後は代表から遠ざかった。またFIFAコンフェデレーションズカップ2005などの代表メンバーに選出されているが、同年代にカカ、ロナウジーニョという稀代の名選手がおり、控えに回ることが多かった。
2005年[FIFAコンフェデレーションズカップ2005、ギリシャ戦で代表初ゴールを決めた。
2006年、ドイツワールドカップの代表メンバーに選出され、グループリーグ日本戦に先発フル出場。後半8分に強烈な無回転のミドルシュートを決めた。日本代表のゴールキーパーを務めていた川口能活はこのゴールについて「途中でボールが消えた」「あんなシュートは、今まで体験したことがなかった」と脱帽した。準々決勝のフランス戦では後半63分から途中出場したが、この試合に0-1で敗れ、同大会終了後、代表から引退した。

### 引退後
現役引退後は、母国ブラジルにてサッカー解説者として活躍。2019年5月、古巣オリンピック・リヨンのスポーツディレクターに就任。

## プレースタイル

### フリーキック

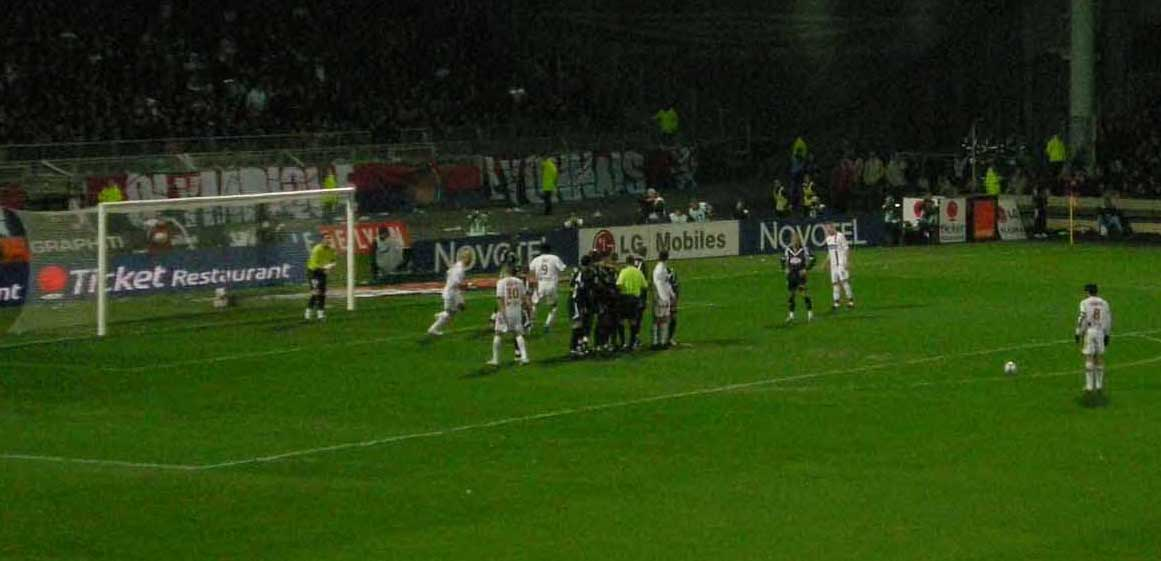
フリーキックを蹴る寸前のジュニーニョ（2009年）

世界屈指のフリーキックの名手と謳われ、2009年にイギリス紙デイリー・メールが行った「偉大なるフリーキックの王様」という企画では、記者投票で第2位（第1位は自国のスターであるデビッド・ベッカム）。2016年に同様の企画で、一般投票も加算した英メディア『Squawka』の発表では、ベッカムを抑え第1位に輝いている。状況によって様々な球種を使い分けることが可能だが、特に無回転のブレ球は彼の最大の武器として名高く、30m以上の距離から何度もゴールを決めている。その威力から、ロベルト・カルロスの異名「悪魔の左足」に擬えて「魔法の右足」と称されることもある。
直接フリーキックによる得点の歴代一位となる77本の直接FKによる得点を記録している。
同じくフリーキックの名手であるアンドレア・ピルロは、彼のフリーキックの蹴り方を見習っていた。中村俊輔はやべっちFCの放送の中で、ジュニーニョのDVDを購入して、繰り返し見ている事を語った。リヨン時代、リオネル・メッシは彼を「世界一のフリーキッカー」であると評している。
UEFAチャンピオンズリーグの舞台においても印象的なフリーキックを数多く決めており、2004-05シーズンの決勝トーナメント1回戦1stレグ・ブレーメン戦、2005-06シーズンの決勝トーナメント1回戦1stレグ・PSVアイントホーフェン戦では、いずれも無回転のシュートを長距離から沈めている。後者のゴールは、ボールの急激な落下にブラジル代表ゴールキーパーのエウレリョ・ゴメスが全くついて行けなかった。
2008-09シーズンの決勝トーナメント1回戦1stレグ・FCバルセロナ戦で決めた強烈なフリーキックは、敵将ジョゼップ・グアルディオラをして「ゴールに7人キーパーを並べても止められない」と言わしめた。

## 個人成績
| 国内大会個人成績 | 国内大会個人成績   | 国内大会個人成績 | 国内大会個人成績 | 国内大会個人成績 | 国内大会個人成績            | 国内大会個人成績 | 国内大会個人成績 | 国内大会個人成績 | 国内大会個人成績 | 国内大会個人成績 | 国内大会個人成績 |
| 年度             | クラブ             | 背番号           | リーグ           | リーグ戦         | リーグ戦                    | リーグ杯         | リーグ杯         | オープン杯       | オープン杯       | 期間通算         | 期間通算         |
| 年度             | クラブ             | 背番号           | リーグ           | 出場             | 得点                        | 出場             | 得点             | 出場             | 得点             | 出場             | 得点             |
| ブラジル         | ブラジル           | ブラジル         | ブラジル         | リーグ戦         | リーグ戦                    | ブラジル杯       | ブラジル杯       | オープン杯       | オープン杯       | 期間通算         | 期間通算         |
| ---------------- | ------------------ | ---------------- | ---------------- | ---------------- | --------------------------- | ---------------- | ---------------- | ---------------- | ---------------- | ---------------- | ---------------- |
| 1993             | スポルチ           |                  | セリエA          | 2                | 0                           |                  |                  |                  |                  |                  |                  |
| 1994             | スポルチ           | 22               | セリエA          | 2                |                             |                  |                  |                  |                  |                  |                  |
| 1995             | ヴァスコ・ダ・ガマ |                  | セリエA          | 21               | 4                           |                  |                  |                  |                  |                  |                  |
| 1996             | ヴァスコ・ダ・ガマ | 15               | セリエA          | 7                |                             |                  |                  |                  |                  |                  |                  |
| 1997             | ヴァスコ・ダ・ガマ | 18               | セリエA          | 4                |                             |                  |                  |                  |                  |                  |                  |
| 1998             | ヴァスコ・ダ・ガマ | 18               | セリエA          | 4                |                             |                  |                  |                  |                  |                  |                  |
| 1999             | ヴァスコ・ダ・ガマ | 17               | セリエA          | 2                |                             |                  |                  |                  |                  |                  |                  |
| 2000             | ヴァスコ・ダ・ガマ | 22               | セリエA          | 5                |                             |                  |                  |                  |                  |                  |                  |
| 2001             | ヴァスコ・ダ・ガマ | 0                | セリエA          | 0                |                             |                  |                  |                  |                  |                  |                  |
| フランス         | フランス           | フランス         | フランス         | リーグ戦         | リーグ戦                    | F・リーグ杯      | F・リーグ杯      | フランス杯       | フランス杯       | 期間通算         | 期間通算         |
| 2001-02          | リヨン             | 12               | リーグ・アン     | 29               | 5                           | 2                | 0                | 2                | 0                | 33               | 5                |
| 2002-03          | リヨン             | 8                | リーグ・アン     | 31               | 13                          | 1                | 0                | 1                | 0                | 33               | 13               |
| 2003-04          | リヨン             | 8                | リーグ・アン     | 32               | 10                          | 0                | 0                | 3                | 2                | 35               | 12               |
| 2004-05          | リヨン             | 8                | リーグ・アン     | 32               | 13                          | 1                | 0                | 2                | 1                | 35               | 14               |
| 2005-06          | リヨン             | 8                | リーグ・アン     | 32               | 9                           | 0                | 0                | 4                | 1                | 36               | 10               |
| 2006-07          | リヨン             | 8                | リーグ・アン     | 31               | 10                          | 2                | 0                | 2                | 1                | 35               | 11               |
| 2007-08          | リヨン             | 8                | リーグ・アン     | 32               | 8                           | 2                | 0                | 4                | 2                | 38               | 10               |
| 2008-09          | リヨン             | 8                | リーグ・アン     | 29               | 7                           | 1                | 0                | 1                | 0                | 31               | 7                |
| カタール         | カタール           | カタール         | カタール         | リーグ戦         | リーグ戦                    | リーグ杯         | リーグ杯         | オープン杯       | オープン杯       | 期間通算         | 期間通算         |
| 2009-10          | アル・ガラファ     | 5                | QSL1部           | 21               | 7                           | 6                | 3                | 1                | 0                | 28               | 10               |
| 2010-11          | アル・ガラファ     | 5                | QSL1部           | 19               | 8                           | 5                | 3                | 3                | 1                | 27               | 12               |
| ブラジル         | ブラジル           | ブラジル         | ブラジル         | リーグ戦         | リーグ戦                    | ブラジル杯       | ブラジル杯       | オープン杯       | オープン杯       | 期間通算         | 期間通算         |
| 2011             | ヴァスコ・ダ・ガマ | 8                | セリエA          | 21               | 4                           |                  |                  | -                | -                |                  |                  |
| 2012             | ヴァスコ・ダ・ガマ | 8                | セリエA          | 29               | 7                           | 13               | 4                | -                | -                | 42               | 11               |
| アメリカ         | アメリカ           | アメリカ         | アメリカ         | リーグ戦         | リーグ戦                    | リーグ杯         | リーグ杯         | USオープン杯     | USオープン杯     | 期間通算         | 期間通算         |
| 2013             | NYレッドブルズ     | 8                | MLS              | 13               | 0                           | -                | -                | 2                | 0                | 15               | 0                |
| ブラジル         | ブラジル           | ブラジル         | ブラジル         | リーグ戦         | リーグ戦                    | ブラジル杯       | ブラジル杯       | オープン杯       | オープン杯       | 期間通算         | 期間通算         |
| 2013             | ヴァスコ・ダ・ガマ | 8                | セリエA          |                  |                             |                  |                  |                  |                  |                  |                  |
| 通算             | ブラジル           | ブラジル         | セリエA          | 185              | 39\|\|\|\|\|\|\|\|\|\|\|\|  |                  |                  |                  |                  |                  |                  |
| 通算             | フランス           | フランス         | リーグ・アン     | 248              | 75                          | 9                | 0                | 19               | 7                | 276              | 82               |
| 通算             | カタール           | カタール         | QSL1部           | 40               | 15                          | 11               | 6                | 4                | 1                | 55               | 22               |
| 通算             | アメリカ           | アメリカ         | MLS              | 13               | 0                           | -                | -                | 2                | 0                | 15               | 0                |
| 総通算           | 総通算             | 総通算           | 総通算           | 486              | 129\|\|\|\|\|\|\|\|\|\|\|\| |                  |                  |                  |                  |                  |                  |

## 代表歴

### 出場大会
- ブラジル代表
  - 2006 FIFAワールドカップ

### 試合数
- 国際Aマッチ 40試合 6得点（1999年-2006年）[29]

| ブラジル代表 | 国際Aマッチ | 国際Aマッチ |
| 年           | 出場        | 得点        |
| ------------ | ----------- | ----------- |
| 1999         | 4           | 0           |
| 2000         | 3           | 0           |
| 2001         | 4           | 0           |
| 2002         | 0           | 0           |
| 2003         | 4           | 0           |
| 2004         | 10          | 0           |
| 2005         | 10          | 4           |
| 2006         | 5           | 2           |
| 通算         | 40          | 6           |

### 得点
| #  | 日時           | 場所         | 相手             | 結果 | 大会                                 |
| -- | -------------- | ------------ | ---------------- | ---- | ------------------------------------ |
| 1. | 2005年6月16日  | ライプツィヒ | ギリシャ         | 3–0  | FIFAコンフェデレーションズカップ2005 |
| 2. | 2005年10月9日  | ラパス       | ボリビア         | 1-1  | 2006 FIFAワールドカップ・南米予選    |
| 3. | 2005年11月12日 | アブダビ     | アラブ首長国連邦 | 8–0  | 国際親善試合                         |
| 4. | 2005年11月12日 | アブダビ     | アラブ首長国連邦 | 8–0  | 国際親善試合                         |
| 5. | 2006年6月4日   | ジュネーヴ   | ニュージーランド | 4-0  | 国際親善試合                         |
| 6. | 2006年6月22日  | ドルトムント | 日本             | 4–1  | 2006 FIFAワールドカップ              |

## タイトル

### クラブ
スポルチ・レシフェ
- ペルナンブコ州選手権 : 1994
- カンピオナート・ド・ノルデステ : 1994

CRヴァスコ・ダ・ガマ
- カンピオナート・ブラジレイロ・セリエA : 1997, 2000
- リオ・デ・ジャネイロ州選手権 : 1998
- コパ・リベルタドーレス : 1998
- リオ・サンパウロ・トーナメント : 1999
- コパ・メルコスール : 2000

オリンピック・リヨン
- リーグ・アン : 2001-02, 2002-03, 2003-04, 2004-05, 2005-06, 2006-07, 2007-08
- トロフェ・デ・シャンピオン : 2002, 2003, 2004, 2005, 2006, 2007
- クープ・ドゥ・フランス : 2007-08

アル・ガラファ
- カタール・スターズカップ : 2009
- カタール・スターズリーグ : 2010
- クラウンプリンスカップ : 2010, 2011

### 代表
U-21ブラジル代表
- トゥーロン国際大会 : 1995

ブラジル代表
- FIFAコンフェデレーションズカップ : 2005

### 個人
- ボーラ・ジ・プラッタ : 2000
- リーグ・アン年間最優秀チーム : 2004, 2005, 2006
- リーグ・アン年間最優秀選手賞 : 2006
- QFAアワーズ : 2010